# Dieceza de Essen

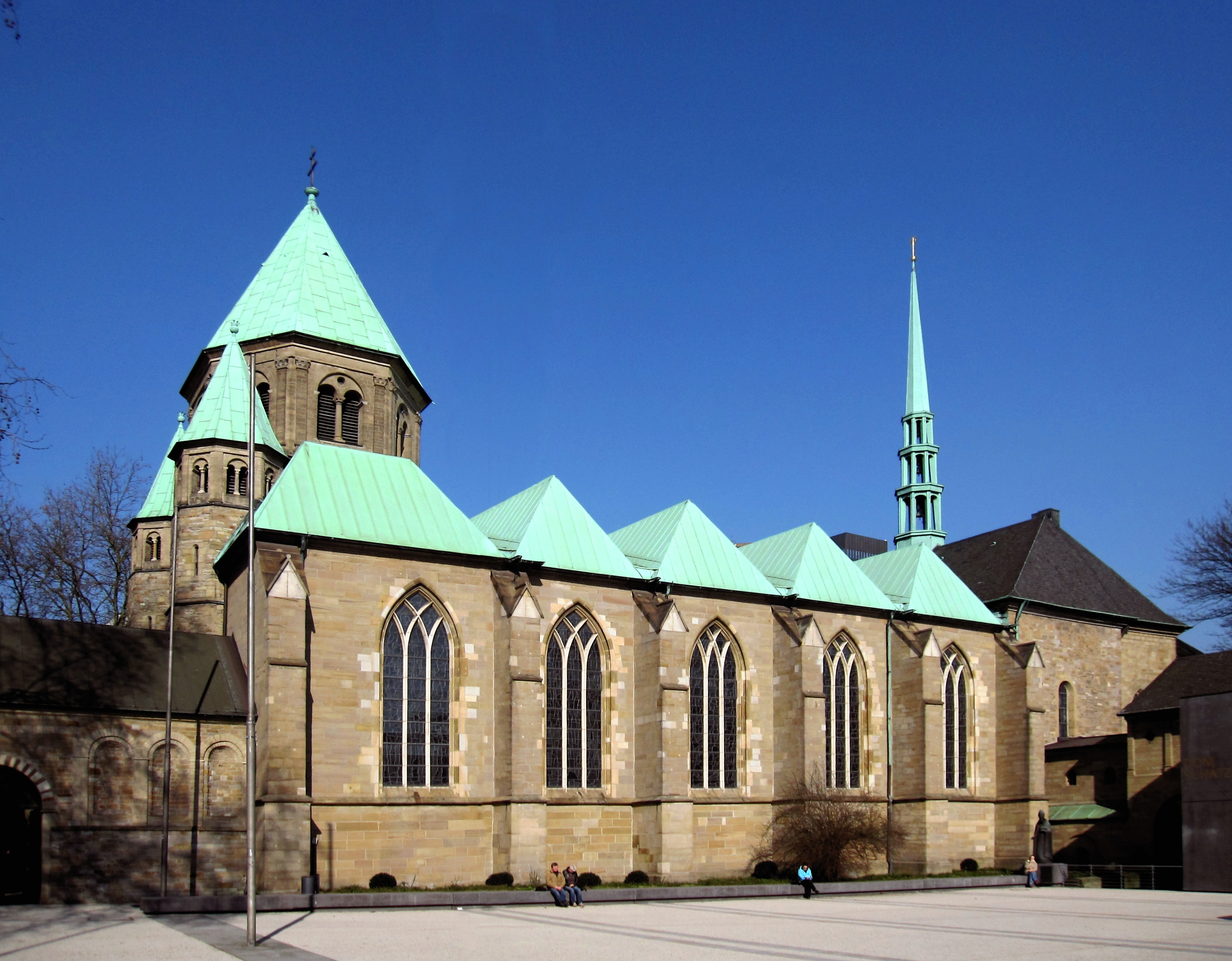
Catedrala din Essen

Dieceza de Essen (în latină Dioecesis Essendiensis) este una din cele douăzeci și șapte de episcopii ale Bisericii Romano-Catolice din Germania, cu sediul în orașul Essen. Dieceza de Essen se află în provincia mitropolitană a Arhidiecezei de Köln.

## Istoric
Episcopia este una dintre cele mai noi din Germania. A fost fondată oficial pe data de 1 ianuarie 1958, fiind o sufragana a Arhidiecezei de Köln. Actualul episcop este Franz-Josef Overbeck, pus în funcție pe 20 decembrie 2009.